# Marcel Jinca
Marcel Jinca este un astronom amator pasionat, coordonatorul filialei Gorj a Societății Astronomice Române de Meteori (Astroclubul SARM Gorj) și pedagog la Liceul „Mihai Viteazul” din Bumbești-Jiu. Din 2009, a făcut din popularizarea astronomiei o misiune personală: tabere, cărți, prezentări publice, observații cu telescopul și activități educative. Recunoașterea muncii sale a depășit granițele țării: în iunie 2025, Uniunea Astronomică Internațională a denumit oficial asteroidul (750032) Jinca în onoarea sa, un gest simbolic pentru dedicarea în promovarea astronomiei românești.

### Opera

#### Cărți
- Astronomie practică și teoretică - de la amator la expert, Bumbești-Jiu, 2012, 220 de pagini ISBN 978-973-0-11875-9
- Stele și constelații, Ghid pentru observarea stelelor și a corpurilor de cer profund, Bumbești-Jiu, 2014, 216 pagini + CD ISBN 978-973-0-16848-8
- Astronomie, Manual pentru amatori, Bumbești-Jiu, 2017, 288 de pagini ISBN 978-973-0-25203-3
- Eclipsă! Când, cum și unde? Bumbești-Jiu, 2020, 137 pagini ISBN 978-973-0-33195-0
- În căutarea stelelor, Ghid pentru observarea stelelor, Bumbești-Jiu, 2025   ISBN 978-983-0-41752-4